# Зелёный Дол (Гороховецкий район)
Зелёный Дол — деревня в Гороховецком районе Владимирской области России, входит в состав Куприяновского сельского поселения.

## География
Деревня расположена в 15 км на юго-восток от центра поселения деревни Выезд и в 13 км на юг от Гороховца, близ железнодорожной линии Ковров — Нижний Новгород, в 4 км от ж/д станции Гороховец.

## История
По переписным книгам 1678 года деревня Бедиха значилась за Никольским монастырем, в ней было 18 дворов.
В XIX — первой четверти XX века деревня называлась Бедиха и входила в состав Красносельской волости Гороховецкого уезда, с 1926 года — в составе Гороховецкой волости Вязниковского уезда. В 1859 году в деревне числилось 21 дворов, в 1905 году — 30 дворов, в 1926 году — 34 двора.
С 1929 года деревня входила в состав Светильновского сельсовета Гороховецкого района, с 1940 года — в составе Великовского сельсовета, с 2005 года в составе Куприяновского сельского поселения.
В 1966 году деревня Бедиха бала переименована в деревня Зелёный Дол.

## Население
| 1859 | 1905 | 1926 | 2002 | 2010 | 2021 |
| ---- | ---- | ---- | ---- | ---- | ---- |
| 157  | ↗180 | ↘161 | ↘7   | ↘3   | ↘2   |